# Folketingsvalget 2022
Folketingsvalget 2022 var det 71. valg til Folketinget i Kongeriget Danmark og blev afholdt den 31. oktober på Færøerne og 1. november i Grønland og Danmark. Alle Folketingets 179 pladser var på valg, heraf 175 i Danmark og to hver på Færøerne og i Grønland. Valget blev udskrevet 5. oktober efter en trussel om et mistillidsvotum mod Mette Frederiksens socialdemokratiske mindretalsregering fra dens hidtidige støtteparti Radikale Venstre på baggrund af Minksagen. Valgdeltagelsen endte på 84,1 % i Danmark, en lille tilbagegang i forhold til 84,6 % ved det forudgående valg i 2019.
I alt 14 partier var opstillet i Danmark, heraf de 3 nye partier Moderaterne, Danmarksdemokraterne og Frie Grønne. Ved valget bevarede rød blok et knebent flertal på 90 mandater inklusive tre nordatlantiske (2 i Grønland og 1 på Færøerne).
Indenfor rød blok blev Radikale Venstre mere end halveret og gik fra 16 til 7 mandater. Enhedslisten tabte 4 mandater og endte på 9, mens regeringspartiet Socialdemokratiet fik sit bedste valg siden 2001 med i alt 50 mandater, en fremgang på 2. Socialistisk Folkeparti og Alternativet vandt hver især et mandat og endte dermed på henholdsvis 15 og 6 mandater. Det nye midterparti Moderaterne kom ind med 16 mandater og blev dermed Folketingets tredjestørste parti. I blå blok gik Venstre tilbage med 20 mandater og fik dermed sit dårligste valg siden 1988, men vedblev alligevel med at være det største borgerlige parti. Det nye parti Danmarksdemokraterne kom ind med 14 mandater, og Liberal Alliance vandt 10 mandater og blev dermed mere end tredoblet, da partiet gik fra 4 til 14 mandater efter at have ført en kampagne, der i høj grad var henvendt yngre vælgere. Dansk Folkeparti blev omvendt mere end halveret og gik fra 16 til 5 mandater, partiets laveste vælgertilslutning nogensinde. Det Konservative Folkeparti fik 10 mandater, en tilbagegang på 2, mens Nye Borgerlige fik 6 mandater og således gik 2 frem.
Hverken Frie Grønne eller Kristendemokraterne opnåede valg til Folketinget.
Mette Frederiksen indgav dagen efter valget regeringens afskedsbegæring og indledte forhandlinger om en bred regering henover midten. De rekordlange forhandlinger førte 15. december til dannelsen af Regeringen Mette Frederiksen II bestående af Socialdemokratiet, Venstre og Moderaterne. De tre partier rådede over 89 mandater, og med støtte fra nordatlantiske mandater blev den nye regering dermed reelt en flertalsregering.

## Baggrund
I henhold til Danmarks Riges Grundlov, § 32, der definerer, at en valgperiode maksimalt er fire år, skulle valget senest have været afholdt 4. juni 2023. Det forrige folketingsvalg blev afholdt 5. juni 2019, hvor rød blok vandt valget, og Socialdemokratiet derpå dannede Regeringen Mette Frederiksen I med støtte fra partierne Radikale Venstre, Socialistisk Folkeparti og Enhedslisten.
Under coronaviruspandemien i november 2020 besluttede regeringen at beordre aflivningen alle mink i Danmark for at forhindre overførsel af virus fra mink til mennesker. Beslutningen viste sig at være uden lovhjemmel, og minksagen førte til nedsættelse af Minkkommissionen for at vurdere de juridiske aspekter i sagen. I juni 2022 udkom kommissionens beretning, som kaldte ordrerne om minkaflivninger og såkaldte tempobonusser "klart ulovlige". Som konsekvens af beretningen oplyste Radikale Venstres leder, Sofie Carsten Nielsen, at hvis ikke Mette Frederiksen udskrev valg senest ved Folketingets åbning den 4. oktober 2022, ville partiet vælte regeringen ved et mistillidsvotum. Dette kunne imidlertid i praksis først lade sig gøre efter Folketingets åbningsdebat 6. oktober, hvorfor Radikale også udskød fristen. Den 5. oktober meddelte Mette Frederiksen, at hun havde indstillet til dronning Margrethe II, at der blev udskrevet folketingsvalg til afholdelse tirsdag den 1. november 2022. Efterfølgende blev valgdatoen for Færøerne ændret til 31. oktober, idet 1. november på Færøerne er en officiel mindedag for de færinger, der har mistet livet på søen.
Meningsmålingerne i de seneste dage inden valget pegede på, at hverken rød eller blå blok ville opnå flertal, og at partiet Moderaterne ville få den afgørende rolle som tungen på vægtskålen i det kommende folketing.

## Valgmetode
Danmark er inddelt i tre landsdele: Hovedstaden, Sjælland-Syddanmark og Midtjylland-Nordjylland. De er yderligere inddelt i 10 storkredse, hvor der vælges i alt 135 kredsmandater. Når kredsmandaterne er fordelt, skal der i landsdelene tildeles i alt 40 tillægsmandater. Et parti kan som regel kun få tillægsmandater, hvis det har fået mindst 2 procent af de gyldige stemmer i hele landet (den såkaldte spærregrænse), men visse undtagelser findes, blandt andet hvis et parti har fået mindst ét kredsmandat.
Når alle de 175 danske mandater er fordelt mellem partierne, skal der udvælges, hvilke kandidater der får partiernes mandater i hver storkreds. De kandidater for partiet i storkredsen, som har flest personlige stemmer plus evt. tildelte stemmer på partiet (partistemmer), vælges. Hvordan partistemmerne tildeles de enkelte kandidater, afhænger af, hvilken opstillingsmetode partiet bruger i pågældende storkreds.
| Storkredse       | Kredsmandater |
| ---------------- | ------------- |
| Bornholm         | 2             |
| København        | 17            |
| Østjylland       | 18            |
| Fyn              | 12            |
| Københavns Omegn | 11            |
| Nordjylland      | 15            |
| Nordsjælland     | 10            |
| Sydjylland       | 17            |
| Vestjylland      | 13            |
| Sjælland         | 20            |

I Færøerne og Grønland vælges hver to mandater i en enkelt valgkreds med D'Hondts metode.

### Stemmeret
Personer har stemmeret, hvis de er fyldt 18 år på valgdagen, er danske statsborgere, bor i Kongeriget (Danmark, Grønland og Færøerne) og ikke er umyndiggjorte. Alle stemmeberettigede har også valgbarhed – altså kan de stille op til valget og blive valgt. Efter valget skal samtlige nyvalgte folketingsmedlemmer skrive under på, at de agter at overholde Grundloven, mens det nye Folketing skal godkende valget og de enkelte medlemmers valgbarhed.

## Opstillede partier
Nedenstående tabeller viser de af Indenrigs- og Boligministeriet opstillingsberettigede partier til folketingsvalget 2022.

### Danmark
| Navn | Navn | Navn                                         | Leder                                                 | Resultat (2019) | Resultat (2019) | Mandater inden 01-11-2022 |
| Navn | Navn | Navn                                         | Leder                                                 | Stemmer (%)     | Mandater        | Mandater inden 01-11-2022 |
| ---- | ---- | -------------------------------------------- | ----------------------------------------------------- | --------------- | --------------- | ------------------------- |
|      | A    | Socialdemokratiet                            | Mette Frederiksen                                     | 25,9%           | 48 / 179        | 49 / 179                  |
|      | V    | Venstre - Danmarks Liberale Parti            | Jakob Ellemann-Jensen                                 | 23,4%           | 43 / 179        | 39 / 179                  |
|      | O    | Dansk Folkeparti                             | Morten Messerschmidt                                  | 8,7%            | 16 / 179        | 6 / 179                   |
|      | B    | Radikale Venstre                             | Sofie Carsten Nielsen                                 | 8,6%            | 16 / 179        | 14 / 179                  |
|      | F    | Socialistisk Folkeparti                      | Pia Olsen Dyhr                                        | 7,7%            | 14 / 179        | 15 / 179                  |
|      | Ø    | Enhedslisten - De Rød-Grønne                 | Kollektivt lederskab Politisk ordfører: Mai Villadsen | 6,9%            | 13 / 179        | 13 / 179                  |
|      | C    | Det Konservative Folkeparti                  | Søren Pape Poulsen                                    | 6,6%            | 12 / 179        | 13 / 179                  |
|      | Å    | Alternativet                                 | Franciska Rosenkilde                                  | 3,0%            | 5 / 179         | 2 / 179                   |
|      | D    | Nye Borgerlige                               | Pernille Vermund                                      | 2,4%            | 4 / 179         | 4 / 179                   |
|      | I    | Liberal Alliance                             | Alex Vanopslagh                                       | 2,3%            | 4 / 179         | 3 / 179                   |
|      | Æ    | Danmarksdemokraterne - Inger Støjberg        | Inger Støjberg                                        |                 |                 | 8 / 179                   |
|      | Q    | Frie Grønne - Danmarks Nye Venstrefløjsparti | Sikandar Siddique                                     |                 |                 | 2 / 179                   |
|      | K    | Kristendemokraterne                          | Marianne Karlsmose                                    | 1,8%            | 0 / 179         | 0 / 179                   |
|      | M    | Moderaterne                                  | Lars Løkke Rasmussen                                  |                 |                 | 1 / 179                   |
|      | UFP  | Løsgængere                                   |                                                       | 0,1%            | 0 / 179         | 6 / 179                   |

### Grønland
| Liste | Parti             | (Politisk) Leder      | Leder siden       | Mandater i Inatsisartut (Landstinget) | Mandater i Folketinget v/ Folketingsvalget 2019 | Politiker valgt til Folketinget |
| ----- | ----------------- | --------------------- | ----------------- | ------------------------------------- | ----------------------------------------------- | ------------------------------- |
| IA    | Inuit Ataqatigiit | Múte Bourup Egede     | 1. december 2018  | 12 / 31                               | 1 / 2                                           | Aaja Chemnitz Driefer           |
| S     | Siumut            | Erik Jensen           | 29. november 2020 | 10 / 31                               | 1 / 2                                           | Aki-Matilda Høegh-Dam           |
| D     | Demokraterne      | Jens-Frederik Nielsen | 8. juni 2020      | 3 / 31                                | 0 / 2                                           | N/A                             |
| NQ    | Nunatta Qitornai  | Vittus Qujaukitsoq    | september 2017    | 0 / 31                                | 0 / 2                                           | N/A                             |
| PN    | Naleraq           | Pele Broberg          | 25. juni 2022     | 4 / 31                                | 0 / 2                                           | N/A                             |
| A     | Atassut           | Aqqalu Jerimiassen    | 9. november 2019  | 2 / 31                                | 0 / 2                                           | N/A                             |

Aki-Matilda Høegh-Dam blev valgt for Siumut men meldte sig ud af partiet i februar 2025.

### Færøerne
| Liste | Parti             | (Politisk) Leder       | Leder siden      | Mandater i Lagtinget | Mandater i Folketinget v/ Folketingsvalget 2019 | Politiker valgt til Folketinget |
| ----- | ----------------- | ---------------------- | ---------------- | -------------------- | ----------------------------------------------- | ------------------------------- |
| B     | Sambandsflokkurin | Bárður á Steig Nielsen | 24. oktober 2015 | 7 / 33               | 1 / 2                                           | Edmund Joensen                  |
| C     | Javnaðarflokkurin | Aksel V. Johannesen    | 5. marts 2011    | 7 / 33               | 1 / 2                                           | Sjúrður Skaale                  |
| A     | Fólkaflokkurin    | Christian Andreasen    | 18. marts 2022   | 8 / 33               | 0 / 2                                           | N/A                             |
| E     | Tjóðveldi         | Høgni Hoydal           | 2000             | 7 / 33               | 0 / 2                                           | N/A                             |
| F     | Framsókn          | Ruth Vang              | 6. marts 2020    | 2 / 33               | 0 / 2                                           | N/A                             |
| H     | Miðflokkurin      | Jenis av Rana          | 2001             | 2 / 33               | 0 / 2                                           | N/A                             |

## Resultater
Valgdeltagelsen var på 84,16 %, hvilket var den laveste siden 1990. Valgdeltagelsen faldt dermed for tredje gang i træk ved et folketingsvalg, hvilket valgforsker Kasper Møller Hansen fra Københavns Universitet tilskrev, at forskellene på de forskellige partiers og blokkes holdninger ikke længere var så stor. Samtidig stemte rekordmange vælgere blankt, nemlig 46.272, hvilket var en stigning på mere end 50 procent i forhold til det foregående valg i 2019. Til gengæld var antallet af spildte stemmer, dvs. stemmer til partier, der endte under spærregrænsen, og stemmer på kandidater opstillet udenfor partierne, med 50.265 blot en tredjedel af antallet ved det foregående valg.
Rød blok (Socialdemokratiet og dets hidtidige støttepartier samt Alternativet) fik 87 mandater og kunne samtidig mønstre støtte fra tre ud af fire nordatlantiske mandater (2 i Grønland og 1 på Færøerne), hvorfor rød blok akkurat opnåede et flertal på 90 mandater. Medvirkende til dette var, at Socialdemokratiet fik et mandat mere, end partiets proportionale vælgerandel egentlig tilsagde, idet partiet opnåede 50 kredsmandater, mens dets andel af vælgerne kun svarede til 49 af de 175 mandater. En sjældent anvendt paragraf i valgloven (paragraf 77, stk. 3 og 4) bestemmer, at kredsmandater er endelige, så et parti aldrig kan miste et af disse i sådan en situation. Der var dermed ét mandat mindre til fordeling blandt Folketingets øvrige partier, hvilket endte med at koste partiet Venstre et mandat.
Indenfor rød blok blev Radikale Venstre, der havde udløst valget, mere end halveret og gik fra 16 til 7 mandater. Enhedslisten tabte 4 mandater og endte på 9, mens regeringspartiet Socialdemokratiet vandt 2 mandater. Det var partiets bedste valg siden 2001, og det forblev dermed det største parti i Folketinget. Socialistisk Folkeparti gik 1 mandat frem til 15 mandater. Alternativet, der i lang tid op til valget i meningsmålingerne stod til at ryge ud af Folketinget, vandt ligeledes 1 mandat og fik dermed i alt 6 mandater. Det nye midterparti Moderaterne kom ind med 16 mandater og blev dermed Folketingets tredjestørste parti. I blå blok gik Venstre tilbage med 20 mandater og fik sit dårligste valg siden 1988, men vedblev alligevel med at være det største borgerlige parti. Det nye parti Danmarksdemokraterne kom ind med 14 mandater, og Liberal Alliance vandt 10 mandater og blev dermed mere end tredoblet, da partiet gik fra 4 til 14 mandater efter at have ført en kampagne, der i høj grad var henvendt til yngre vælgere. Dansk Folkeparti blev omvendt mere end halveret og gik fra 16 til 5 mandater, partiets laveste vælgertilslutning nogensinde. Det Konservative Folkeparti gik tilbage med 2 mandater til i alt 10, mens Nye Borgerlige fik 6 mandater og således gik 2 frem.
Det nye parti Frie Grønne ledet af Sikandar Siddique fik 0,9 % af stemmerne og kom dermed ikke over spærregrænsen. Det samme gjaldt Kristendemokraterne, som opnåede 0,5 % af stemmerne.

### Danmark

#### Landsresultat
| Parti                            | Parti                            | Stemmer   | %      | Mandater | +/–     |
| -------------------------------- | -------------------------------- | --------- | ------ | -------- | ------- |
|                                  | Socialdemokratiet                | 971.995   | 27,50  | 50       | 2       |
|                                  | Venstre                          | 470.546   | 13,32  | 23       | 20      |
|                                  | Moderaterne                      | 327.699   | 9,27   | 16       | NY      |
|                                  | Socialistisk Folkeparti          | 293.186   | 8,30   | 15       | 1       |
|                                  | Danmarksdemokraterne             | 286.796   | 8,12   | 14       | NY      |
|                                  | Liberal Alliance                 | 278.656   | 7,89   | 14       | 10      |
|                                  | Det Konservative Folkeparti      | 194.820   | 5,51   | 10       | 2       |
|                                  | Enhedslisten                     | 181.452   | 5,13   | 9        | 4       |
|                                  | Radikale Venstre                 | 133.931   | 3,79   | 7        | 9       |
|                                  | Nye Borgerlige                   | 129.524   | 3,67   | 6        | 2       |
|                                  | Alternativet                     | 117.567   | 3,33   | 6        | 1       |
|                                  | Dansk Folkeparti                 | 93.428    | 2,64   | 5        | 11      |
|                                  | Frie Grønne                      | 31.787    | 0,90   | 0        | NY      |
|                                  | Kristendemokraterne              | 18.276    | 0,52   | 0        | Uændret |
|                                  | Udenfor partierne                | 4.288     | 0,12   | 0        | Uændret |
| I alt                            | I alt                            | 3.533.951 | 100,00 | 175      | 0       |
|                                  |                                  |           |        |          |         |
| Gyldige stemmer                  | Gyldige stemmer                  | 3.533.951 | 98,36  |          |         |
| Ugyldige/blanke stemmer          | Ugyldige/blanke stemmer          | 58.871    | 1,64   |          |         |
| Stemmer i alt                    | Stemmer i alt                    | 3.592.822 | 100,00 |          |         |
| Stemmeberettigede/valgdeltagelse | Stemmeberettigede/valgdeltagelse | 4.269.048 | 84,16  |          |         |
| Kilde: Danmarks Statistik, DR    |                                  |           |        |          |         |

#### Kredsresultater
Socialdemokratiet blev største parti i 84 af de 92 opstillingskredse i Danmark. Venstre opnåede flest stemmer i fire af kredsene, mens Enhedslisten blev det største parti i fire opstillingskredse i Københavns Storkreds.

### Færøerne
| Parti                            | Parti                            | Stemmer | %      | Mandater | +/–     |
| -------------------------------- | -------------------------------- | ------- | ------ | -------- | ------- |
|                                  | Sambandsflokkurin                | 8.198   | 30,19  | 1        | Uændret |
|                                  | Javnaðarflokkurin                | 7.659   | 28,20  | 1        | Uændret |
|                                  | Tjóðveldi                        | 4.927   | 18,14  | 0        | Uændret |
|                                  | Fólkaflokkurin                   | 4.222   | 15,55  | 0        | Uændret |
|                                  | Miðflokkurin                     | 1.217   | 4,48   | 0        | NY      |
|                                  | Framsókn                         | 936     | 3,45   | 0        | Uændret |
| I alt                            | I alt                            | 27.159  | 100,00 | 2        | 0       |
|                                  |                                  |         |        |          |         |
| Gyldige stemmer                  | Gyldige stemmer                  | 27.159  | 99,20  |          |         |
| Ugyldige/blanke stemmer          | Ugyldige/blanke stemmer          | 219     | 0,80   |          |         |
| Stemmer i alt                    | Stemmer i alt                    | 27.378  | 100,00 |          |         |
| Stemmeberettigede/valgdeltagelse | Stemmeberettigede/valgdeltagelse | 38.387  | 71,32  |          |         |
| Kilde: kvf.fo                    |                                  |         |        |          |         |

### Grønland
| Parti                            | Parti                            | Stemmer | %      | Mandater | +/–     |
| -------------------------------- | -------------------------------- | ------- | ------ | -------- | ------- |
|                                  | Siumut                           | 7.424   | 38,58  | 1        | Uændret |
|                                  | Inuit Ataqatigiit                | 4.852   | 25,21  | 1        | Uændret |
|                                  | Demokraterne                     | 3.656   | 19,00  | 0        | Uændret |
|                                  | Partii Naleraq                   | 2.416   | 12,55  | 0        | Uændret |
|                                  | Atassut                          | 720     | 3,74   | 0        | Uændret |
|                                  | Tillie Martinussen (løsgænger)   | 176     | 0,91   | 0        | Uændret |
| I alt                            | I alt                            | 19.244  | 100,00 | 2        | 0       |
|                                  |                                  |         |        |          |         |
| Gyldige stemmer                  | Gyldige stemmer                  | 19.244  | 97,52  |          |         |
| Ugyldige/blanke stemmer          | Ugyldige/blanke stemmer          | 490     | 2,48   |          |         |
| Stemmer i alt                    | Stemmer i alt                    | 19.734  | 100,00 |          |         |
| Stemmeberettigede/valgdeltagelse | Stemmeberettigede/valgdeltagelse | 41.305  | 47,78  |          |         |
| Kilde: Qinersineq                |                                  |         |        |          |         |

### Personlige stemmer
Følgende kandidater fik flest personlige stemmer:
1. Mette Frederiksen (A): 60.837
2. Inger Støjberg (Æ): 47.211
3. Lars Løkke Rasmussen (M): 38.439
4. Alex Vanopslagh (I): 38.284
5. Jacob Mark (F): 31.235
6. Magnus Heunicke (A): 22.102
7. Jakob Ellemann-Jensen (V): 20.945
8. Pia Olsen Dyhr (F): 18.758
9. Nicolai Wammen (A): 18.022
10. Søren Gade (V): 17.998

## Efterspil
Som et resultat af Radikale Venstres dårlige valgresultat og hendes eget dårlige personlige stemmetal trådte partiets leder Sofie Carsten Nielsen dagen efter valget tilbage fra denne post. Hun blev afløst af Martin Lidegaard den 3. november.
Rød blok fik et snævert flertal på 90 mandater; men fordi Radikale Venstre ikke længere støttede Socialdemokratiets etpartiregering, var regeringens flertal baseret på dens hidtidige parlamentariske grundlag væk, og 2. november indgav Mette Frederiksen regeringens afskedsbegæring med henblik på at indlede forhandlinger om at danne en ny regering over den politiske midte. Regeringen fortsatte i mellemtiden som forretningsministerium.
Kongehuset oplyste samme dag, at fungerende statsminister Mette Frederiksen var blevet udpeget af et flertal af det nye Folketings mandater til at lede forhandlingerne om dannelsen af en ny regering. Partierne, der ved dronningerunde havde peget på Frederiksen som kongelig undersøger, var Socialdemokratiet, Moderaterne, Socialistisk Folkeparti, Enhedslisten, Radikale Venstre og Alternativet. Disse havde tilsammen 103 mandater og havde derfor flertal i det nye Folketing. Dette ville blive det sidste folketingsvalg samt den sidste dronningerunde i Margrethe II's regeringstid, da hun 14. januar 2024 abdicerede tronen til sin søn Frederik X, hvorefter processen blev kendt som en kongerunde.
Efter rekordlange forhandlinger meddelte Mette Frederiksen 13. december, at Socialdemokratiet, Venstre og Moderaterne ville danne en regering sammen. De tre partier havde 89 mandater bag sig, og med støtte fra de nordatlatlantiske mandater var det reelt en flertalsregering. Radikale Venstre havde deltaget i regeringsforhandlingerne lige til det sidste, men meddelte tidligere på dagen den 13. december de øvrige forhandlingspartnere, at partiet ikke ønskede at indgå i regeringen. Regeringsgrundlaget for Regeringen Mette Frederiksen II (SVM-regeringen) blev offentliggjort den 14. december, mens regeringen officielt tiltrådte den 15. december, hvor dens enkelte medlemmer også blev præsenteret.